# Accademia degli Svegliati (Napoli)
L'Accademia degli Svegliati di Napoli (da non confondersi con l'omonima pisana) fu fondata nel 1586 da Giulio Cortese e, probabilmente, Ascanio Pignatelli. Fu la prima accademia napoletana ad aprire i battenti dopo la chiusura, per sospette attività antireligiose, dell'Accademia dei Segreti di Giambattista Della Porta. Si riuniva in San Domenico Maggiore sotto la guida dell'archiaccademico Giulio Cortese (affiliato come "l'Attonito"). Il segretario era Tommaso Costo. Poté annoverare fra i suoi affiliati Giovan Battista Manso, Prospero Filomarino, Giovan Battista Marino, Ascanio Pignatelli, nonché Torquato Tasso. Nel 1593 venne chiusa con un rescritto di Filippo II, per timore che vi si stessero intessendo trame contro lo Stato.
Un'idea delle attività che vi si svolgevano è offerta da alcuni scritti contenuti in Rime e prose del signor Giulio Cortese, detto l'Attonito, dell'Accademia degli Svegliati di Napoli (Napoli, Giuseppe Cacchi, 1592), fra i quali è anche un chiaro accenno alla natura neoterica dello stile letterario del fondatore, Giulio Cortese, definito dall'accademico Francesco Mauro, "nuovo" e teso a illustrare "concetti partoriti dal suo intelletto sopra luoghi propri, translati e topici di materie vestite di varietà di dire".
Circa la cultura filosofica dell'istituzione, va ricordato che il Cortese e il Manso ebbero documentati contatti con Tommaso Campanella, a Napoli già nel 1590, e che il Manso si dichiarava con orgoglio discepolo di Giambattista Della Porta.